# Sugár Leó
Sugár Leó, Stärk Leó (Budapest, 1894. január 29. – 1944. november 15.) színész, Sugár Gyula és Sugár Mihály színészek testvére.

## Életútja
Stärk Salamon szabómester és Lichter Róza fiaként született. Négy középiskolát végzett és miután megszökött hazulról, Gyöngyösön kezdte a pályát. Később Fehér Vilmosnál, Kövessy Albertnél, végül Kiss Árpádnál működött. Az első világháború alatt katona volt, három ízben is megsebesült. Hazatérve Miklóssy Gábor szerződtette, majd elkerült Somogyi Kálmánhoz, később Faragó Ödönhöz. 1930-ban újra Kiss Árpád társulatának volt tagja. 1922. augusztus 9-én Budapesten, a Terézvárosban feleségül vette Wiszmüller Mária bezdáni születésű színésznőt, 1928-ban elváltak. 1928. augusztus 30-án feleségül vette Volent Irént. Utolsó felesége Blau Etelka volt. A budapesti központi járásbíróság 1947-ben 1944. november 15-i dátummal holttá nyilvánította.